# Gottenried
Gottenried (mundartlich: Gotəriəd) ist ein Gemeindeteil der Marktgemeinde Oberstdorf im bayerisch-schwäbischen Landkreis Oberallgäu.

## Geographie
Die Einöde circa vier Kilometer südlich von Oberstdorf im Trettachtal, am Fuße des Himmelschrofen, des Älpelekopfs und des Kegelkopfs. Durch Gottenried fließt die Trettach, die hier am Christlessee vorbei fließt. Umgeben ist der Ort vom Naturschutzgebiet Allgäuer Hochalpen.

## Ortsname
Der Ortsname setzt sich aus dem frühneuhochdeutschen Wort ried für Rodung und dem Personennamen Gotte zusammen und bedeutet somit Rodesiedlung des Gotte.

## Geschichte
Gottenried wurde erstmals urkundlich im Jahr 1451 als eine Wiese genannt das Gottenried als stiftkemptisches Lehen erwähnt. Im Jahr 1746 wurde ein Auszugshäuslein und im Jahr 1848 ein Wohnhaus sowie ein Futterhäuslein im Ort genannt. In dem Futterhäuslein wurde bis ins Jahr 1897 die Winterschule der Umgebung abgehalten. Im Jahr 1885 wurde Gottenried zu Gerstruben gezählt. Ab 1900 wird Gottenried als eigenständige Siedlung mit zwei Wohnhäusern geführt.

## Baudenkmäler
Siehe: Liste der Baudenkmäler in Gottenried